# Гвардійський батальйон (Естонія)
Гвардійський батальйон — це піхотний батальйон сухопутних військ Естонії. Він базується в Таллінні та складається з піхотної роти та роти військової поліції. Цей батальйон спеціалізується на веденні бойових дій в міських умовах. Раніше він носив назву Піхотний навчальний центр окремий гвардійський батальйон.
Гвардійський батальйон становить основу гарнізону столиці, тому також виконує завдання з охорони палацу Президента Естонії, зустрічей іноземних дипломатів та політичних гостей.
Гвардійський батальйон також є місцем проведення підготовки курсу парамедиків (абітурієнти отримують звання молодшого сержанта та посаду взводного або ротного парамедика по завершенню) та NAK (NCO — Курс підготовки молодших спеціалістів — ранг капрала або молодшого сержанта та посада командира відділення або помічника командира чоти по завершенню). Із завершеним NAK, є можливість продовжити навчання за Курсом помічника чоти, після завершення якого, випускник отримує відповідну посаду та звання аспіранта. У випадку коли командир отримує статус зниклого безвісти або отримує поранення не сумісне з виконанням обов'язків, аспірант заступає до командування підрозділом.

## Структура
- Штаб[1];

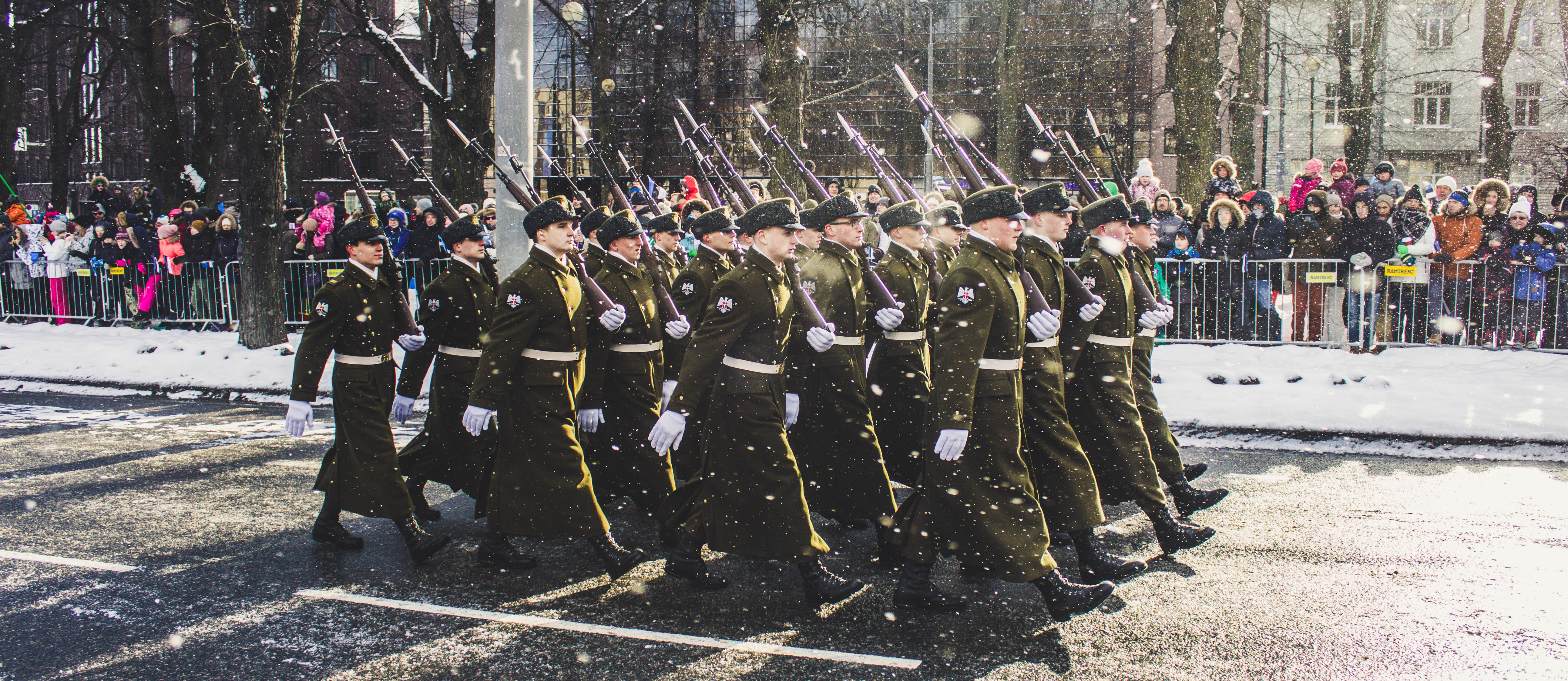
Почесна вартa

- 1-ша навчальна рота (навчальна компанія);
- 2-га навчальна рота;
- 3-тя навчальна рота;
- командування та центр підтримки.